# Zachacie
Zachacie – część wsi Wrzeście w Polsce, położona w województwie pomorskim, w powiecie lęborskim, w gminie Wicko. Wchodzi w skład sołectwa Wrzeście.
W latach 1975–1998 Zachacie administracyjnie należało do województwa słupskiego.